# Hrabství Wicklow
Hrabství Wicklow (irsky Contae Chill Mhantáin, anglicky County Wicklow; Karel Havlíček Borovský uvádí v Králi Lávrovi také počeštěnou podobu Viklov) je hrabství na východě Irska, v bývalé irské provincii Leinster. Sousedí s hrabstvím Dublin (Dún Laoghaire – Rathdown a Jižní Dublin) na severu, s hrabstvími Kildare a Carlow na západě a hrabstvím Wexford na jihu. Východní pobřeží omývá Irské moře.
Hlavním městem je Wicklow (9355 obyvatel), ačkoliv větším městským centrem je Bray (31 901). Další větší města jsou Greystones (11 913 obyvatel) a Arklow (11 721 obyvatel). Všechna tato města leží na východním pobřeží. Hrabství má rozlohu 2024 km² a žije v něm přibližně 142 tisíc obyvatel.
County Wicklow je též známé jako the last county (poslední hrabství), protože byl založen jako poslední z okresů v roce 1606, z části bývalých hrabství Dublin a Carlow. Hrabství je taktéž součástí „Většího území Dublinu“ a je znám jako „Zahrada Irska“, díky svým scenériím.
Mezi zajímavá místa patří například Powerscourtský vodopád a Glendalough, nacházející se ve Wicklow Mountains.
Dvoupísmenná zkratka hrabství, používaná zejména na SPZ, je WW.

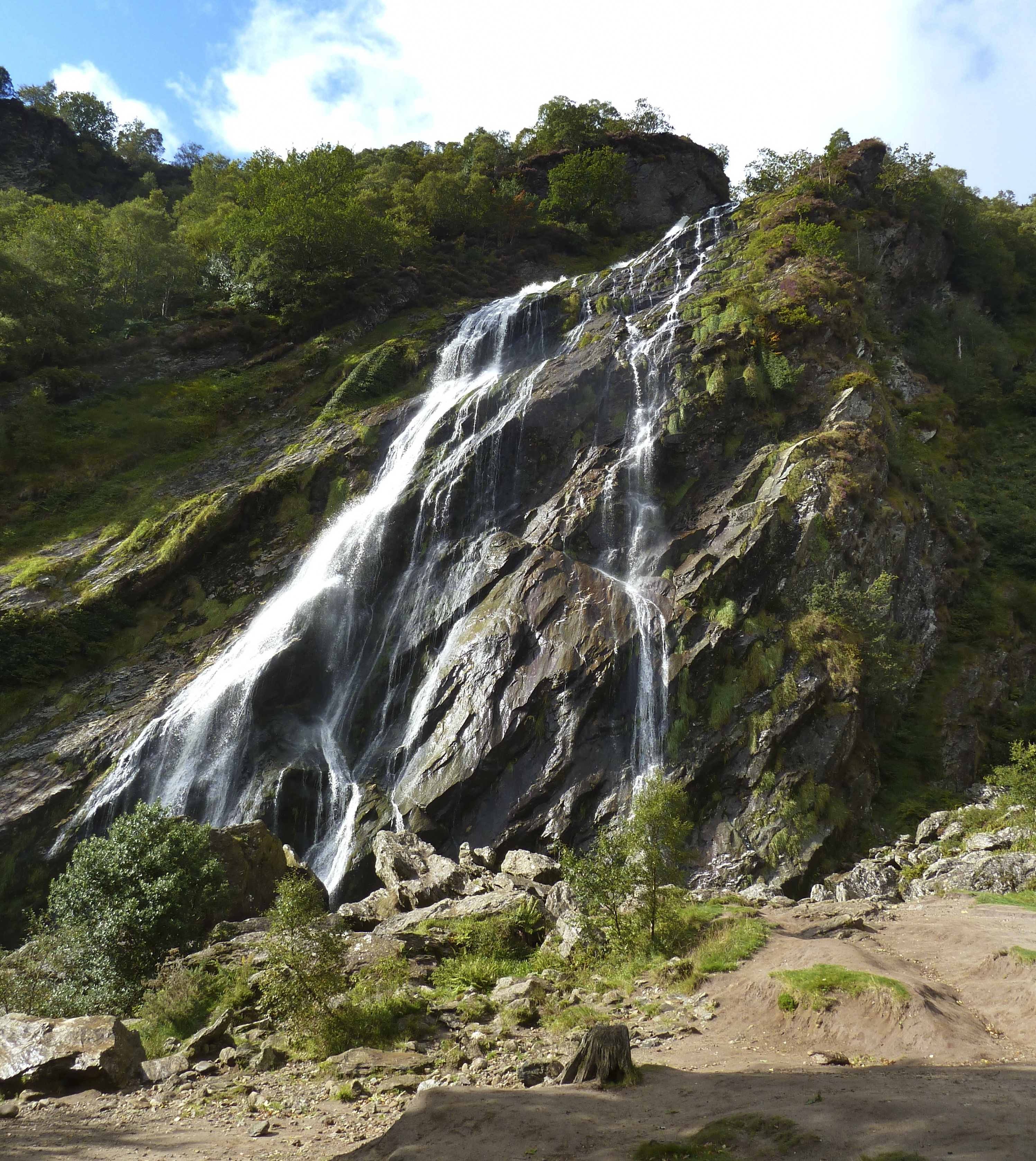
Powerscourtský vodopád